# Бучацький ліцей
Бучацький ліцей — середній навчальний заклад у м. Бучач Тернопільської області. Створений 1 вересня 1991 року на базі Бучацької СШ № 2 для учнів 5—11 класів.

## Профілі навчання
- Інформаційні технології
- Основи економіки

У ліцеї обладнані: 2 лабораторії з фізики та радіоелектроніки, 2 комп'ютерних класи, кабінети хімії, біології, географії та основ економіки, креслення і математики, української мови та літератури, зарубіжної літератури, іноземної мови, історії та правознавства, спортивний зал.

## Історія ліцею
Біля витоків зародження ліцейного руху першим його керманичем був Рудник Орест Павлович.

## Очільники

### Рудник Орест Павлович
Рудник Орест Павлович — вчитель фізики вищої кваліфікаційної категорії, педагогічне звання «вчитель-методист», нагороджений грамотами відділу освіти Бучацької РДА, обласного управління освіти, Почесною грамотою МОН України, знаком «Відмінник освіти України», директор Бучацької ЗОШ № 2, директор ліцею. Нині (станом на грудень 2013 р.) — начальник Бучацького районного відділу освіти.
Закінчив фізико-математичний факультет Львівського державного університету ім. І. Я. Франка. Педагогічну діяльність розпочав у селі Сновидів Бучацького району 1977 року, у 1984—1999 рр. працював директором Бучацької СШ № 2, від 1 вересня 1999 до 2000 р. — директор ліцею.
Працюючи вчителем фізики, керував роботою шкільного фізико-технічного гуртка. За допомогою гуртківців оформив кабінет фізики, визнаний свого часу одним із найкращих у місті. Створив технічний центр з дистанційним керуванням технічними засобами, систему електронних програмованих дзвінків. Завдяки його зусиллям як директора школи, були сформовані ліцейні класи з поглибленим вивченням фізики, інформатики й англійської мови.
Як начальник відділу освіти Бучацької РДА, є частим гостем ліцею, цікавиться життям закладу і піклується про учнів та педагогів. За його особистого сприяння ліцеїсти отримали чудовий стимул для творчої праці — 2 нові найсучасніші комп'ютерні класи, які обладнані 25 комп'ютерами, сканером, принтером, модемом, приєднані до локальної та глобальної мережі.

### Крушельницький Михайло Володимирович
У 2000 р. на посаду директора ліцею відділом освіти Бучацької РДА призначено Михайла Крушельницького — заступника директора з навчально-методичної роботи, вчителя математики вищої кваліфікаційної категорії, педагогічне звання «вчитель-методист», нагороджений грамотами відділу освіти Бучацької РДА, обласного управління освіти.
Працював директором ліцею до 2008 року, на даний час — вчитель математики та креслення.
Закінчив фізико-математичний факультет Кременецького педінституту. Від 1967 р. — педагог. У його роботі як вчителя характерне використання ефективних унаочнень, які сприяють швидкому усвідомленню і засвоєнню навчального матеріалу.
Ерудиція, вимогливість до себе, повага до вчителів, любов до учнів — особливості характеру Михайла Крушельницького.

### Михайлів Галина Омелянівна
Від 2008 по 2022 роки навчальний заклад очолювала Михайлів Галина Омелянівна (нар. 1963), працювала заступником директора з навчально-виховної роботи ліцею. Закінчила Дрогобицький державний педагогічний інститут імені I. Я. Франка 1980 року, спеціальність за дипломом — вчитель фізики та математики, спеціаліст вищої кваліфікаційної категорії, звання «старший вчитель», стаж роботи 22 роки, нагороджена грамотами відділу освіти Бучацької РДА, Тернопільської обласної ради.
Вона є ініціатором впровадження в навчальний процес інноваційних технологій.

### Кирницький Микола Романович
З 2022-2023 навчального року заклад очолює Кирницький Микола Романович. Заклад перейменовано в Бучацький ліцей Бучацької міської ради. Відбулося об'єднання колективів Бучацької ЗОШ №2 І-ІІІ ст. та старого Бучацького ліцею в тому ж приміщенні.

## Світлини

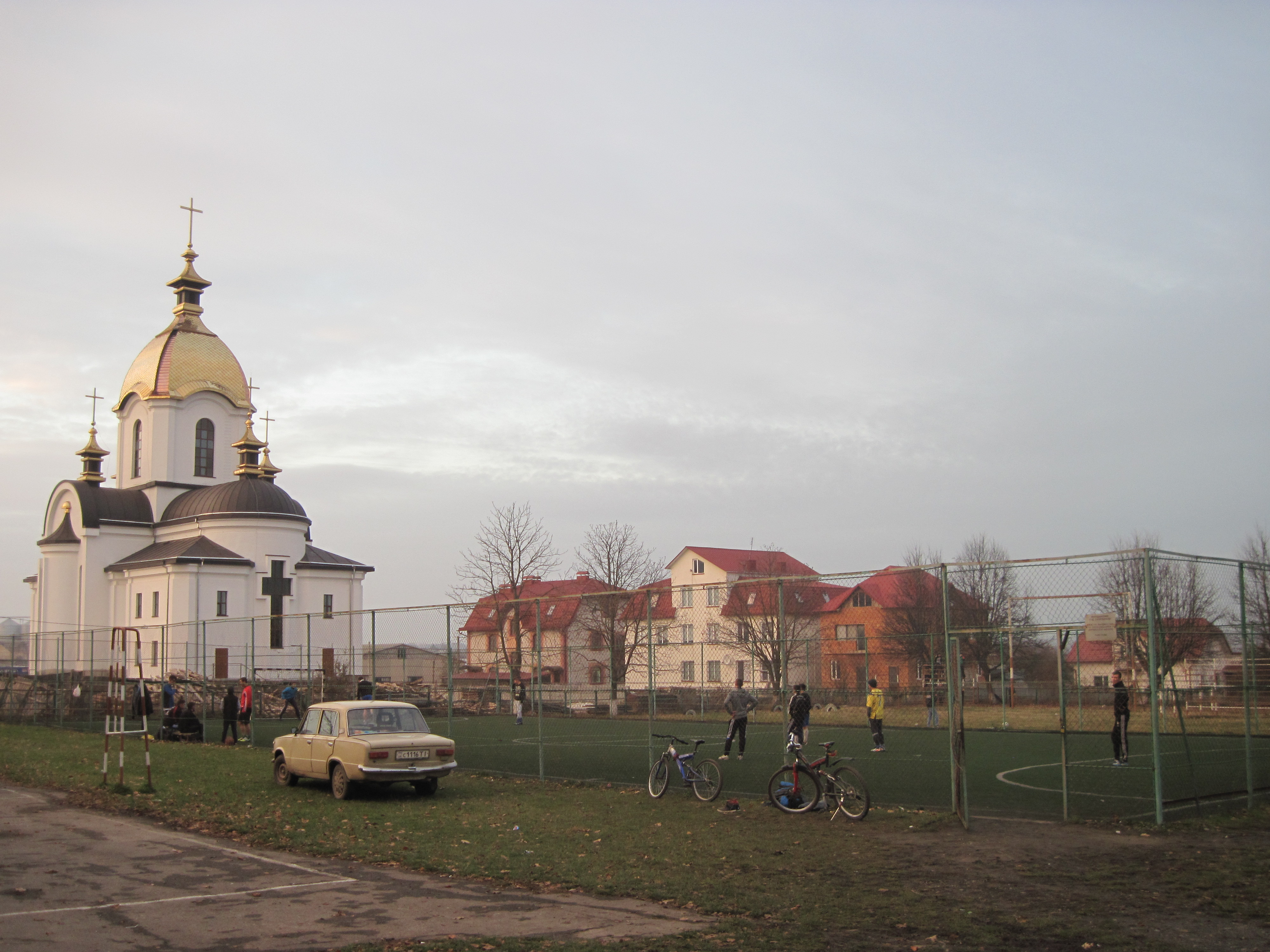
Прокатедра, футбольний майданчик, осінь 2014
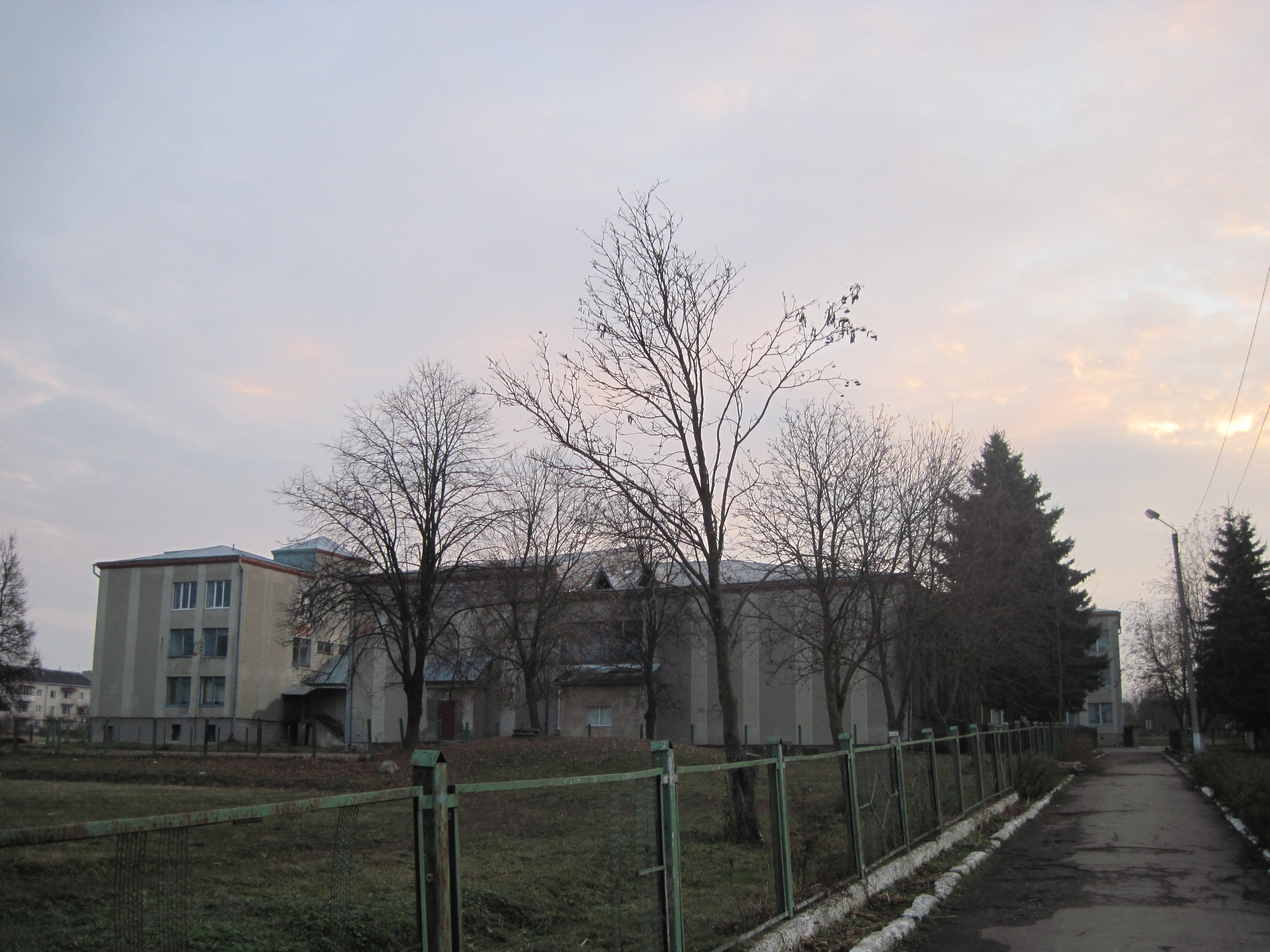
Бучацькі ліцей, СШ № 2, осінь 2014